# بنات پرادوس
بنات پرادوس (انگلیسی: Beñat Prados؛ زادهٔ ۸ فوریهٔ ۲۰۰۱) بازیکن فوتبال اهل اسپانیا است که در پست هافبک برای اتلتیک بیلبائو بازی می‌کند.
وی در تیم‌های ملی فوتبال زیر ۱۸ سال اسپانیا، زیر ۱۹ سال اسپانیا، و زیر ۲۰ سال اسپانیا بازی کرده‌است.

## دوران حرفه‌ای
پرادوس متولد پامپلونا، نابارا، در ژوئیه ۲۰۱۵، از یو‌اس‌دی سانترا، به مجموعه جوانان اتلتیک بیلبائو پیوست. او اولین بازی بزرگسالان خود را با باشگاه باسکونیا در فصل ۱۹-۲۰۱۸ در لیگ دسته سوم انجام داد.
پرادوس اولین بازی خود را با اتلتیک بیلبائو بی در ۲۶ اکتبر ۲۰۱۹ انجام داد و به عنوان جانشین دیرهنگام اویهان سنته در بازی خانگی ۴–۱  رئال وایادولید پرومزاس در سگوندا دیویسیون بی وارد زمین شد. او در ژوئن ۲۰۲۰ به تیم بی ارتقا یافت . به بازیکن ثابت تیم تبدیل شد، و در ۲۵ بازی (شامل بازی‌های پلی آف) در فصل ۲۰۲۰-۲۱ بازی کرد و در ۶ فوریه ۲۰۲۱ یک گل در پیروزی ۳-۲ خارج از خانه مقابل آموربیتا به ثمر رساند.  
در ۱۴ مه ۲۰۲۱، پرادوس قرارداد خود را تا سال ۲۰۲۵ تمدید کرد. در ماه ژوئن، سرمربی مارسلینو فراخوانده شد تا برای حضور در پیش فصل تیم اصلی خود را معرفی کند.
در ۱۴ ژوئیه ۲۰۲۲، پرادوس به صورت قرضی به تیم میراندس برای لا لیگا ۲ منتقل شد. او اولین بازی حرفه‌ای خود را در ۱۳ اوت انجام داد و با تساوی 1-1 خانگی مقابل اسپورتینگ خیخون شروع کرد.